# 2008年全日本綜合羽毛球錦標賽
2008年全日本綜合羽毛球錦標賽（日語：平成20年度全日本総合バドミントン選手権大会），為第62屆全日本綜合羽毛球錦標賽，是日本國內最高級別的羽毛球比賽。本屆賽事於2008年11月12日-16日在日本東京都国立代代木競技場第二体育館舉行。

## 項目獎牌榜
以下為各項目的優勝者及其所屬團體名單：
| 項目     | 金牌                                       | 银牌                                        | 铜牌                                          |
| 男子單打 | 田兒賢一（NTT東日本）                      | 佐藤翔治（NTT東日本）                       | 池田雄一（日本UNISYS）                        |
| 男子單打 | 田兒賢一（NTT東日本）                      | 佐藤翔治（NTT東日本）                       | 佐佐木翔（北都銀行）                          |
| 女子單打 | 廣瀨榮理子（三洋電機）                     | 米倉加奈子（YONEX）                         | 樽野惠（NTT東日本）                           |
| 女子單打 | 廣瀨榮理子（三洋電機）                     | 米倉加奈子（YONEX）                         | 後藤愛（NTT東日本）                           |
| 男子雙打 | 坂本修一 池田信太郎（日本UNISYS）          | 數野健太（日本UNISYS） 早川賢一（日本大学） | 廣部好輝 小宮山元（日本UNISYS）               |
| 男子雙打 | 坂本修一 池田信太郎（日本UNISYS）          | 數野健太（日本UNISYS） 早川賢一（日本大学） | 舛田圭太 大束忠司（Tonami運輸）               |
| 女子雙打 | 小椋久美子 潮田玲子（三洋電機）            | 末綱聰子 前田美順（NEC SKY）                | 高橋禮華 松友美佐紀（聖ウルスラ学院英智高校） |
| 女子雙打 | 小椋久美子 潮田玲子（三洋電機）            | 末綱聰子 前田美順（NEC SKY）                | 多谷郁惠 脇坂郁（三洋電機）                   |
| 混合雙打 | 舛田圭太（Tonami運輸） 前田美順（NEC SKY） | 廣部好輝 金森裕子（日本UNISYS）             | 堂本克樹 藤原由衣（三洋電機CE）               |
| 混合雙打 | 舛田圭太（Tonami運輸） 前田美順（NEC SKY） | 廣部好輝 金森裕子（日本UNISYS）             | 小宮山元 浅原さゆり（日本UNISYS）             |